# Olena Olekszandrivna Topolja
Olena Olekszandrivna Topolja (ukránul: Олена Олександрівна Тополя), leánykori nevén Olena Kucser (Олена Кучер), művésznevén Aljosa (Альоша), vagy angol írásmóddal Alyosha (Zaporizzsja, 1986. május 14.) ukrán énekes, zeneszerző és dalszerző. Ő képviselte Ukrajnát az oslói 2010-es Eurovíziós Dalfesztiválon, ahol a tizedik helyezést érte el. A részvételért folyó nemzeti versenyt a To be free című dalával nyerte meg, melyről később kiderült, hogy nem felel meg a verseny szabályainak, így a Sweet People című dallal versenyzett. Négyoktávos hangterjedelemmel rendelkezik, melyet eurovíziós dalában is bemutatott.
Az általános iskola 5. osztályában kezdett el énekelni az iskolai énekkarban, majd 15 éves korától részt vett a Junyiszty (magyarul: Ifjúság) stúdió munkájában. A Kijevi Nemzeti Művészeti és Kulturális Egyetemen tanult vokalista szakon.
Első jelentős nemzetközi sikere 2006-ban a Jalta-2006 nemzetközi fesztiválon volt, ahol első helyezést ért el. 2008-ban Szevasztopolban megnyerte a Pisznya Morja (A tenger dala) elnevezésű nemzetközi dalfesztivált. 2009-ben szerződést kötött a Capital music producer-irodával.
Az Alyosha művésznév az Olena orosz változatának, az Aljona névnek a becézett alakja (angol átírásban).

## Magánélete
2013 augusztusában kötött házasságot Tarasz Topolja énekessel. Három gyermekük született: Roman (2013), Mark (2015) és Marija (2020).